# Coltricia barbata
Coltricia barbata är en svampart som beskrevs av Ryvarden & de Meijer 2002. Coltricia barbata ingår i släktet Coltricia och familjen Hymenochaetaceae.   Inga underarter finns listade i Catalogue of Life.